# 보잉 X-37

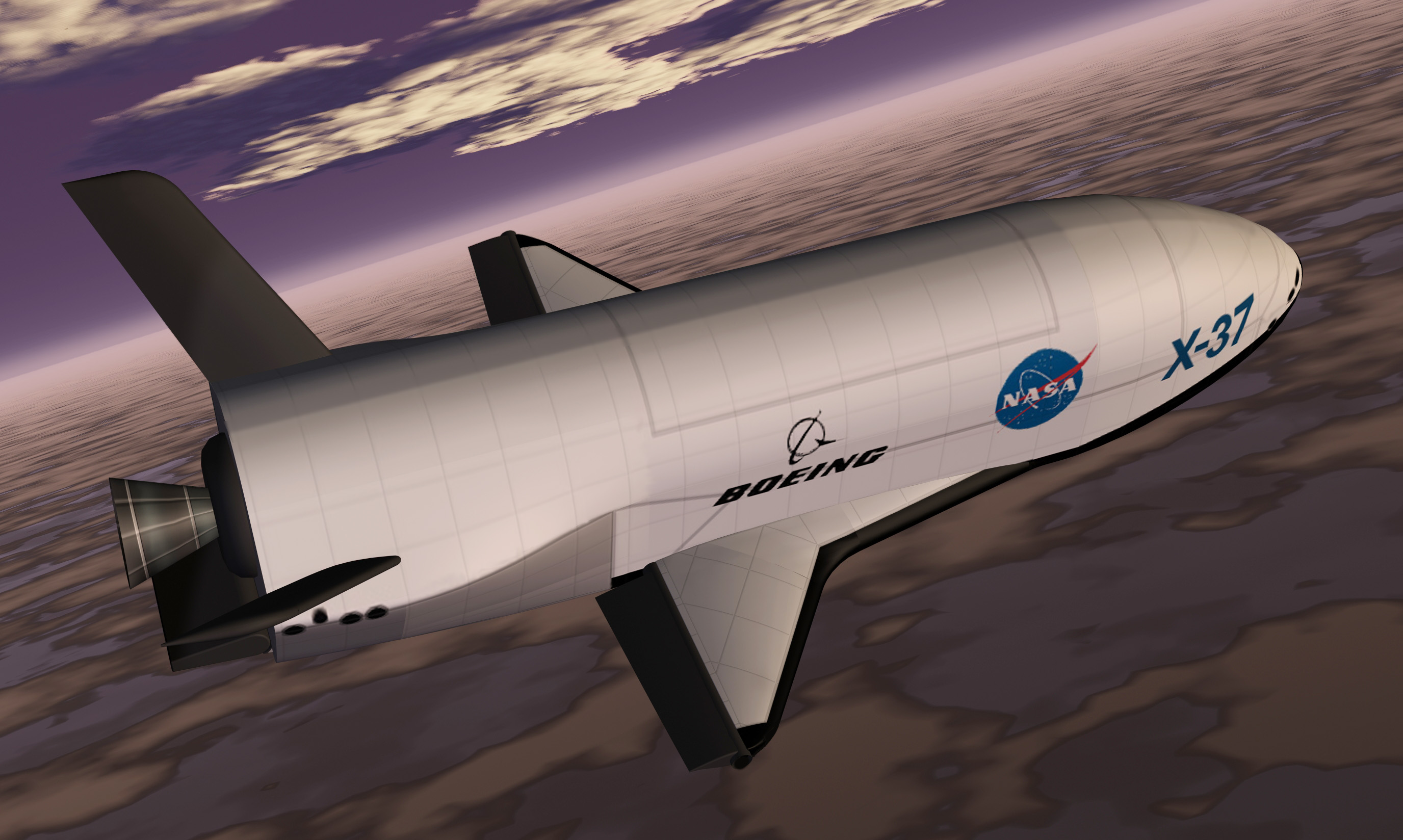

보잉 X-37 궤도 시험선(Boeing X-37 Orbital Test Vehicle; OTV)은 보잉 방산우주보안에서 만든 재활용식 무인우주선이다. 미공군에서 시험적으로 운용 중이다. 이전 모델인 보잉 X-40과 거의 같되 그 크기를 120% 늘려놓았다.

## 역사
1999년 NASA는 궤도선 개발사로 보잉을 선정했다. 4년 넘는 기간 동안 1억 9200만 달러가 개발비로 사용되었다. NASA 1억 900만 달러, 미국 공군 1600만 달러, 보잉 6700만 달러를 투자했다.
2002년 후반, 새로운 3억 100만 달러 계약이 체결되었다.
X-37 프로젝트는 1999년 NASA에서 시작했으나 2004년 국방성으로 소관이 옮겨졌다. 2006년 4월 7일 첫 시험비행을 가졌고, 2010년 4월 22일 아틀라스 V 로켓을 이용해 첫 우주 임무인 UA-212를 성공적으로 수행하고 12월 3일 지구로 돌아왔다. 두 번째 우주 비행은 2011년 3월 5일의 USA-226이었고, 2012년 6월 16일에 지구로 귀환했다. 세 번째 임무인 USA-240은 2012년 12월 11일 발사하여 2014년 10월 17일 귀환했다. 네 번째 임무인 USA-261은 2015년 5월 20일 발사되어 2017년 5월 8일 귀환했다.
X-37의 외양은 우주왕복선 궤도선에 기초했다. 우주왕복선 궤도선의 최대이륙중량은 108톤인데, X-37B의 최대이륙중량은 5톤이다.
다섯 번째 임무인 USA-277은 2017년 9월 7일 플로리다의 NASA 케네디 우주센터에서 스페이스X의 팰컨 9호 로켓에 실려 발사되었다. 2019년 5월 현재 600일 이상 우주에 머물고 있다.

## 파생형

### X-37A
X-37A은 최초 버전이다. 2005년, 2006년에 활강 시험비행으로 착륙 테스트를 했다.

### X-37B
미국 공군이 2대를 제작했다. 현재 사용중이다. 팰컨 9으로 발사되었다.

### X-37C
2011년, 보잉은 보다 대형화된 모델을 소개했다. X-37C는 기존보다 165%에서 180% 정도 대형화되었다. 화물칸에 우주비행사 6명을 태울 수 있다. 아틀라스 5호로 발사될 것이다.

## 제원 (X-37B)
일반 특성
- 승무원: 무인
- 길이: 29 ft 3 in (8.92 m)
- 날개폭: 14 ft 11 in (4.55 m)
- 높이: 9 ft 6 in (2.90 m)
- 최대이륙중량: 11,000 lb (4,990 kg)
- 태양전지: 갈륨비소 태양전지, 리튬이온 배터리
- 화물칸: 7 × 4 ft (2.1 × 1.2 m)[74]

성능
- 궤도속도: 28,044 km/h (17,426 mph)[76]
- 궤도: 지구 저궤도
- 비행시간: 270일

## 같이 보기
- 드림 체이서
- 에르메스 (우주선)
- HOPE-X
- 스카일론 우주선
- X플레인 목록